# Митинг в селении Мискинджа
Митинг в селении Мискинджа — несанкционированный митинг, проведённый группой жителей 25 апреля 2006 года, которые затем перекрыли автодорогу близ дагестанского селения Мискинджа. Состоялись столкновения участников митинга с ОМОНом, который затем провёл операцию, задержав 67 человек. В результате беспорядков один человек был убит, пятеро человек (Зумрудин Шихов, Шихкафар Эмирахмедов, Алисет Алисетов, Зейнал Ганжимов, Тофик Алиев) тяжело ранены, двое из которых позднее скончались от тяжелых ранений в больнице.
По утверждению правозащитных организаций, задержанные граждане подвергались допросам, сопровождаемыми избиениями, пытками и издевательствами.

## Развитие событий
В конце октября 2005 года в районе был проведен митинг, направленный против коррупции местных властей. Тот митинг прошел без происшествий, а его участники приняли после митинга резолюцию с требованиями «проверки исполнения бюджета за период с 2001 по 2005 гг.». Также участниками митинга было отправлено письмо в адрес Путина.
25 апреля 2006 года в 11.00 около 1000 жителей пытались провести несанкционированный митинг в райцентре Усухчай Докузпаринского района. Собравшиеся обвинили местные власти в коррупции. Митингующие требовали отставки действующего главы муниципального образования «Докузпаринский район» Керимхана Абасова. Жители селений обвиняли его в хищении бюджетных средств, трудоустройстве исключительно родственников и друзей. Один из очевидцев, Серкер Шахбанов, сообщил, что глава района был виновен в задержке пенсий и зарплат бюджетникам на 2-3 месяца, неполная выплата зарплаты и даже невыплата вообще при том, что люди расписываются за полную сумму. До этого по результатам проверки комиссией ЮФО осенью 2005 были выявлены факты исчезновения 2 млн 999 тыс. 500 рублей, выделенных на создание районного телевидения, также 250 тыс. рублей, выделенных на школы селения Мискинджа. На момент митинга дела по фактам хищений не были возбуждены.
После чего жители двинулись к селу Мискинджа, где около 16.00 перекрыли автодорогу, соорудив баррикаду из камней. К собравшимся участникам вышли заместитель министра внутренних дел, прокурор района, начальник отдела УФСБ РФ по Дагестану, которые просили разблокировать дорогу. По словам представителей МВД, к 16.45 митингующие начали забрасывать камнями сотрудников милиции. Последние были вынуждены сделать предупредительные выстрелы в воздух.
«Против митингующих были применены следующие спецсредства: слезоточивый газ, дымовые шашки и свето-шумовые гранаты». Когда ОМОН начал обстрел жителей газовыми баллончиками из специальных карабинов (согласно инструкции МВД России, этими спецсредствами вообще нельзя стрелять по людям, а только по твердым поверхностям), митингующие пытались скрыться в от обстрела в селе. Бойцы ОМОНа преследовали жителей селения и били их дубинками и прикладами автоматов. В результате разрыва гранат, некоторые протестующие получили осколочные ранения. В ходе милицейской зачистки был убит Нагметов, отец двоих детей. Его убили выстрелом в область сердца с близкого расстояния бойцы ОМОНа. После расправы ОМОНа над односельчанином жители стали защищаться и пытались остановить омоновцев камнями. Митинг был жестоко разогнан, после чего начались зачистки в селе Мискинджа.
После разгона митинга начались повальные зачистки селения. Вооруженные слуги закона стали врываться в дома, прочесывали дворы. При зачистке был тяжело ранен А. Насрулаев, при этом пуля не задела сердце. Газовым баллончиком омоновцы попытались убить Э. Ахмедханова. Баллончик взорвался у него в теле, но не повредил жизненно важные органы. В дома бросали гранаты со слезоточивым газом, стреляли автоматной очередью, невзирая на то, что там находились дети. Во дворе своего дома был ранен из автомата А. Шайдаев.
Жителей села жестоко избивали, сажали в автобусы и перевозили в соседнее селение Усухчай. Было задержано 67 человек. Там был создан своеобразный «фильтрационный пункт». По сообщениям СМИ, «задержанные подвергались оскорблениям и издевательствам. 25 человек из задержанных содержались на открытом воздухе, на холоде, им не давали не только пищи, но отказывали в воде. Только через сутки в отделении милиции появился мировой судья. Первую группу задержанных стали выпускать через 30 часов после лишения свободы, еще часть — через двое суток, 7 человек — через трое суток. Задержанных приговаривали к штрафу в 500 рублей».
По свидетельствам очевидцев к арестованным приехал в ту же ночь министр ВД Дагестана Адильгерей Магомедтагиров. Войдя к арестованным, он спросил: "Кто это такие? Почему не расстреляны до сих пор?" Начальник: «Сейчас исполним, товарищ генерал!».
По данным правоохранительных органов, среди митингующих было много пьяных, но тем не менее не было произведено ни одного освидетельствования состояния опьянения. Данные милиции о пьяных на митинге были также опровергнуты предоставленным на конференции правозащитников видео.

## Позиция властей
По сообщениям СМИ, президент Дагестана Муху Алиев сообщил, что «руководство республики никогда не подчинится давлению со стороны митингующих». По мнению Абасова, выдвинутые обвинения «голословны», а беспорядки организованы «любой ценой рвущейся к власти оппозиции». Прибывший на место событий полномочный представитель Президента РФ в Южном федеральном округе Дмитрий Козак заявил, что сопротивление сотрудникам милиции является недопустимым: «действия милиции можно обжаловать в суде, прокуратуре, но сопротивление оказывать нельзя — иначе страна погрузится в хаос».
Пресс-служба МВД Дагестана утверждает, что в результате разгона митинга, погиб один человек, четверо были ранены, 74 жителя были задержаны, а 12 омоновцев получили телесные повреждения, один из которых по сведениям очевидцев нечаянно прострелил себе ногу. По данным республиканского МВД, после того, как участники несанкционированного митинга стали забрасывать ОМОН камнями, милиционеры стали стрелять в воздух. Далее источник утверждает, что «От срикошетившей пули получил смертельное ранение и впоследствии скончался в больнице один из митингующих, 34-летний мужчина. Кроме того, были ранены четверо жителей района». При этом источник ничего не говорит о том, при каких обстоятельствах были ранены участники митинга, также ничего не говорится о последующей операции в селении.
Как сообщил Газете.ру источник в органах власти Дагестана, в данной ситуации имела место «криминальная разборка» между главой района и строительным подрядчиком.

## Суд
Республиканская прокуратура обвинила участников митинга в следующих правонарушениях: «посягательство на жизнь сотрудника правоохранительного органа», «применение насилия в отношении представителя власти», «хулиганство», «незаконное приобретение, хранение и ношение оружия». Большинство жителей селения были приговорены к штрафу в размере 500 рублей. В действиях ОМОНа и органов местной власти прокуратура не обнаружила незаконных действий.
Спустя год после зачистки никто из виновных в гибели местных жителей не понес наказание.

### Уничтожение улик
По данным правозащитников, милицией были уничтожены все видеозаписи происшедшего. У участников митинга были отобраны мобильные телефоны с камерами. Тем не менее одна из съемок уцелела. На ней видно, что митинг проводился мирно и вопреки утверждениям милиции среди протестующих не было людей в состоянии алкогольного опьянения.

## Заключение Общественной комиссии
После событий в селении Мискинджа была создана Общественная комиссия по расследованию событий 25 апреля 2006 года в Докузпаринском районе Республики Дагестан. В состав комиссии вошли: А. С. Политковская, обозреватель «Новой газеты», и Л. А. Пономарев, исполнительный директор ООД «За права человека», член МХГ. Комиссия проводила расследование происшедшего с 7 по 10 мая 2006 года. Комиссия постановила, что 25 апреля 2006 года в Дагестане произошло беспрецедентное в истории постперестроечной России событие — расстрел мирной демонстрации. Комиссия призвала к возбуждению уголовных дел против должностных лиц по фактам: преступной халатности, незаконного применения оружия и спецсредств, оставления без помощи, применения незаконных методов дознания, коррупции (в том числе на основании материалов, имеющихся у Счетной палаты), а также к отстранению от должностей следующих лиц, виновных в происшедшем: министра внутренних дел Республики Дагестан А. Магомедтагирова, прокурора Республики Дагестан И. Яралиева, главу муниципального образования «Докузпаринский район» К. Абасова, прокурора Докузпаринского района Ф. Лагметову.

## Протесты против скрытия виновных
30 мая 2007 года в городе Махачкала был проведен митинг общей численностью в 200 человек против скрытия виновных в убийстве митингующих. Митинг поддержали партии «Яблоко», «Патриоты России», «КПРФ» и глава движения «За права человека» Лев Пономарев. Адвокат семьи Нагметовых Зияутдин Увайсов заявил, что: «государство не хочет нести ни моральную, ни финансовую ответственность за то, что случилось». Он также подчеркнул, что вдова убитого ОМОНом Мурада Нагметова с двумя малолетними детьми не получают никакой поддержки от государства. По итогу митинга его участники в очередной раз приняли обращение в адрес президента России Владимира Путина, с требованиями о соблюдении прав человека и о наказании виновных в расстреле митинга.

## Мнения о насилии со стороны ОМОНа
- Ариф Керимов: По словам председателя Федеральной лезгинской национально-культурной автономии Арифа Керимова Докузпаринский район выделяется стабильной ситуацией, низким уровнем правонарушений, отсутствием идеологии ваххабизма, а тем более экстремистских проявлений. По его мнению, жесткие действия ОМОНа были связаны с тем, что протестующие были лезгинами, которые являются своего родом меньшинством в Дагестане. Керимов заявил: «Я боюсь, что если не будут приняты меры, через месяц — полтора — два недовольство может распространиться на все территории, населенные лезгинами, в том числе и по ту сторону границы»[10].
- Элла Памфилова: «Мы сделаем все возможное, чтобы эти действия не остались безнаказанными. Это вопиющий случай, который в такой многонациональной республике как Дагестан может иметь тяжелые последствия»[10].
- Людмила Алексеева, МХГ: «Я уверена, что если бы мы не прокричали о Благовещенске на весь мир, массовые избиения стали бы в нашей стране нормой. Если мы сейчас не поднимем крик на весь мир по поводу двух убитых и нескольких раненых, у нас будут еще расстрелы»[4]. «ОМОН не должен приближаться к мирным людям. Это уже второй случай — первый был в Благовещенске, где омоновцы избили около тысячи человек. Там избивали, тут стреляли, там били, а тут убили»[11].
- Лев Пономарев: «Нельзя использовать ОМОН для разгона мирных акций. Они не умеют реагировать на мирные акции»[11].